# Heliamphora chimantensis
Heliamphora chimantensis is een vleesetende bekerplant uit de familie Sarraceniaceae. De soort is endemisch in Venezuela. De plant is enkel aangetroffen op twee tepuis van het Chimantámassief op de Gran Sabana, namelijk Apacará en Chimantá.
Men vermoedt dat Heliamphora chimantensis het nauwst verwant is aan H. tatei en H. neblinae. Deze twee soorten groeien zuidelijker dan de Heliamphora-soorten op de Gran Sabana, maar bezitten net als H. chimantensis ongeveer twintig meeldraden. De overige soorten op de Gran Sabana bezitten er tien tot vijftien. De meeldraden van H. chimantensis zijn slechts vijf millimeter lang, die van H. tatei en H. neblinae zeven tot negen millimeter.